# Schleusegrund
Schleusegrund – miejscowość i gmina w Niemczech, w kraju związkowym Turyngia w powiecie Hildburghausen.

## Współpraca
Miejscowość partnerska:
- Groß-Bieberau, Hesja